# Chính sách thị thực của Madagascar
Tất cả hành khách đến Madagascar phải có thị thực. Công dân của bất cứ quốc gia nào đều có thể xin thị thực có hiệu lực 90 ngày. Ở lại lên đến 30 ngày thì miễn phí trong khi phải trả phí để ở lại tối đa 60 hoặc 90 ngày. Tất cả hành khách phải sở hữu hộ chiếu có hiệu lực ít nhất 6 tháng.
Từ chối nhập cảnh và quá cảnh với người sở hữu hộ chiếu  Palestine.

## Thống kê du khách
Hầu hết du khách đến Madagascar đều đến từ một trong những quốc gia sau:
| Quốc gia       | 2015    |
| -------------- | ------- |
| Pháp           | 61.059  |
| Ý              | 21.593  |
| Hoa Kỳ         | 4.165   |
| Mauritius      | 3.921   |
| Trung Quốc     | 3.774   |
| Đức            | 3.496   |
| Vương quốc Anh | 3.167   |
| Nam Phi        | 2.550   |
| Comoros        | 2.397   |
| Ấn Độ          | 2.234   |
| Tổng           | 244.321 |